# 韋爾希夫卡 (特羅斯佳涅齊區)
48°26′31″N 29°9′38″E / 48.44194°N 29.16056°E
韋爾希夫卡（烏克蘭語：Верхівка），是烏克蘭的村落，位於該國西南部文尼察州，由海辛區負責管轄，始建於1600年，面積3.6平方公里，海拔高度194米，2001年人口1,261，人口密度每平方公里350.28人。